# 박용곤
박용곤(朴容昆, 1932년 4월 17일 ~ 2019년 3월 3일)은 두산그룹의 제3대 회장이자 명예 회장이다. 두산그룹 초대 회장 박두병의 아들이다.

## 학력
- 1951. 3. 서울 경동고등학교 졸업
- 1959. 8. 미국 University of Washington 경영대학 졸업
- 1982. 5. 충남대학교 명예 경영학박사
- 1995. 5. 연세대학교 명예 법학박사

## 경력(경영)
- 1960. 한국산업은행 입행
- 1966. 한양식품 주식회사 대표이사 사장
- 1973. OB 맥주 주식회사 대표이사 부사장
- 1974. 두산산업 주식회사 및 ㈜합동통신 대표이사 사장
- 1978. 두산산업 주식회사 대표이사 회장
- 1981. 두산그룹 회장
- 1993. 두산그룹 회장
- 1996. 두산그룹 명예회장

## 경력(기타)
- 1974. 한국신문협회 이사, IPI 회원
- 1978. 주한 볼리비아 명예영사
- 1981. 한국능률협회 회장, 국제상업회의소(ICC-KNC) 의장
- 1985. 주한 Ireland 명예영사
- 1992. 대한골프협회 부회장
- 1993. 한국자유총연맹 부총재

## 상훈
- 1984. 1. 은탑산업훈장수상 (식량증산공로 및 농어민 소득증대 기여)
- 1987. 3. 금탑산업훈장수상 (노사관계 증진 기여)
- 1995. 5. 한국경영학회 제정 95년도 경영자 대상
- 2004. 5. 워싱턴대 리더십 공로상 (2004 Business Leadership Award)

## 가족 관계관계
- 할아버지 박승직(1864년 - 1950년) - 별세
- 할머니 정정숙(1883년 - ?)
  - 아버지 박두병(1910년 - 1973년) - 별세
  - 어머니 명계춘(1913년 - 2008년) - 별세
  - 숙부 박우병(1915년 - 1988년)
  - 숙부 박기병(1917년 - ?)
  - 숙부 박규병(1919년 - ?)
    - 본인 박용곤(1932년 - 2019년): 두산그룹 명예회장
      - 장남 박정원(1962년 - ): 두산그룹 회장
      - 차남 박지원(1965년 - ): 두산에너빌리티 회장

    - 동생 박용언
    - 동생 박용오(1937년 - 2009년) - 별세
    - 동생 박용성(1940년 - )
    - 동생 박용현(1943년 - ): 연강재단 이사장
    - 동생 박용만(1955년 - )
    - 동생 박용욱(1960년 - ): 이생그룹 회장

## 직책
| 전임 정수창 | 제3대 두산그룹 회장 1981년 ~ 1991년 | 후임 정수창 |

| 전임 정수창 | 제5대 두산그룹 회장 1993년 ~ 1995년 | 후임 박용오 |

|  | 두산그룹 명예회장 1996년 12월 ~ 2019년 12월 |